# Dimitré Dinev

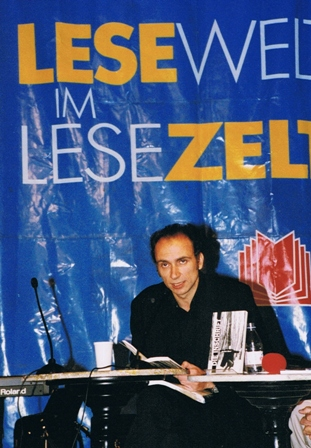
Dimitré Dinev im Lesezelt auf der Frankfurter Buchmesse 2002

Dimitré Dinev (Bulgarisch: Димитър Динев) (* 1968 in Plowdiw, Bulgarien) ist ein Schriftsteller, Theater- und Drehbuchautor deutscher Sprache.

## Leben
Er verbrachte seine Kindheit in der Stadt Pasardschik und machte seine Matura 1987 am Bertolt-Brecht-Gymnasium in Pasardschik. 1990 floh er über die Grüne Grenze nach Österreich, wo er sich die folgenden Jahre mit Gelegenheitsjobs durchbrachte und in Wien Philosophie und russische Philologie studierte.
Seit 1991 schreibt Dimitré Dinev in deutscher Sprache Drehbücher, Erzählungen, Theaterstücke und Essays. Seinen literarischen Durchbruch schaffte er 2003 mit seinem Familienroman Engelszungen, der europaweit mit großem Interesse aufgenommen wurde. Das Interesse hielt und hält lange an. Erst 2019 beispielsweise stellte der Schriftsteller seinen 2018 ins Ukrainische übersetzten Roman beim Internationalen Literaturfestival in Odessa vor.
2011 wurde sein Drehbuch Spanien verfilmt. Regie führte Anja Salomonowitz. (Mit: Tatjana Alexander, Grégoire Colin, Lukas Miko und Cornelius Obonya.) Unter anderem wurde der Film auch auf der Berlinale 2012 gezeigt.
Dimitré Dinev wurde 2016 mit fünfzehn anderen Autoren durch eine Fachjury für die Publikation schreibArt AUSTRIA ausgewählt, einem Literaturprogramm der Kultursektion des Außenministeriums, wodurch im Rahmen der österreichischen Auslandskulturpolitik ein Beitrag dazu geleistet werden soll, dass das heutige Österreich in der Welt auch als ein Land mit viel bemerkenswertem literarischen Schaffen wahrgenommen wird. (Sebastian Kurz, 2016 Bundesminister für Europa, Integration und Äußeres.) Der so Geehrte erwies und erweist sich bei vielen Gelegenheiten auch als Kritiker der österreichischen Politik und als ein Anwalt und Fürsprecher der Geflüchteten und Migranten.
Inzwischen sind Texte von Dimitré Dinev in fünfzehn Sprachen übersetzt worden und seine Theaterstücke wurden u. a. in Österreich, Deutschland, Bulgarien und Rumänien aufgeführt. In Bulgarien ist er bekannt für sein Bühnenstück Haut und Himmel, das 2007 den Askeer Preis gewann.
Im Rahmen der Kurzfilmreihe Wiener Stimmung zum Thema Pandemie schrieb Dinev 2020 den Text Urvirus für das Wiener Burgtheater (Folge 17).
Im Dezember 2021 veröffentlichte Der Standard Dinevs Geschichte über die ermordete bulgarische Journalistin Wiktorija Marinowa. Dinev kritisiert darin die bulgarische Politik scharf.
Im Oktober 2024 erschien im Rahmen einer innovativen literaturwissenschaftlichen Analyse der Wirksamkeit von Literatur in der Gesellschaft eine Habilitationsschrift von Privatdozentin Wiebke Sievers (Europa-Universität Viadrina). Am Beispiel von Vladimir Vertlib, Dimitré Dinev, Julya Rabinowich und Anna Kim wird gezeigt, wie Literatur als Medium der Ausgrenzung und zugleich des Widerstands dagegen gesellschaftliche Entwicklungen beeinflussen kann.
Dimitré Dinev ist verheiratet, Vater zweier Töchter und lebt als freier Schriftsteller in Wien. 2003 erlangte er die österreichische Staatsbürgerschaft.

## Werke
Film - Auswahl
- Spanien, Spielfilm, Drehbuch mit Anja Salomonowitz für deren ersten Spielfilm, Dor-Film, Wien 2011; Weltpremiere Berlinale 2012

Theater
- Russenhuhn UA 1999 WUK, Wien
- Haut und Himmel UA 2006 Rabenhof, Wien
- Das Haus des Richters UA 2007 Akademietheater, Wien
- Eine heikle Sache, die Seele (Komödie), UA 2008 Volkstheater, Wien
- Die Ratten von Gerhart Hauptmann - Bearbeitung für das Volkstheater von Dimitré Dinev, Premiere 2010, Wien
- Topalovic & Söhne (Balkanoperette, Komponist: Nebojsa Krulanovic), UA 2014 Theater an der Rott, Eggenfelden
- Alice im Wunderland (Neubearbeitung des Stoffes), UA 2015 Sommerspiele Melk
- Whatever works (Satirisches Musiktheater), UA 2015 Wien Modern

Bücher
- Die Inschrift (Erzählungen), Edition Exil, Wien 2001, ISBN 3-901899-13-8
- Engelszungen (Roman), Deuticke Verlag, Wien 2003, ISBN 3-216-30705-0 (Lizenzausgaben und btb-Taschenbuch 2006; bulgarische Ausgabe 2006, mazedonische Ausgabe 2007, türkische Ausgabe 2008, schwedische Ausgabe 2011, ukrainische Ausgabe 2018)
- Ein Licht über dem Kopf (Erzählungen), Deuticke Verlag, Wien 2005, ISBN 3-552-06000-6 (Lizenzausgabe „Innsbruck liest“ 2006; btb-Taschenbuch 2007; rumänische Ausgabe; norwegische Ausgabe);
- Barmherzigkeit (Essays, Burgtheaterrede), Residenzverlag, St. Pölten 2010, ISBN 978-3-70173147-3
- Zeit der Mutigen (Roman), Kein & Aber, Zürich-Berlin 2025, ISBN 978-3-0369-5079-2

Beiträge - Auswahl
- Boshidar (Kurzgeschichte), in: fremdland, Edition Exil, Wien 2000
- Ein Licht über dem Kopf (Kurzgeschichte), in: Hallo Taxi, Andiamo Verlag, Mannheim 2001
- Wechselbäder (Kurzgeschichte), in: Lichtungen, Akademie Graz 2002, sowie im Wiener „Volltext“ und in der „Süddeutschen Zeitung“ Nr. 223, Sept. 2004
- Das Kind mit dem Schirm (Ein literarisches Protokoll), in: Tandem, Mandelbaum Verlag 2006
- Der Regen (Kurzgeschichte), in: Der andere nebenan: Eine Anthologie aus dem Südosten Europas, hrsg. von Richard Swartz, S.Fischer Verlag, Frankfurt am Main 2007
- Das Geburtstagskind (Kurzgeschichte), in: Lichterfeste, Schattenspiele, hrsg. von Péter Esterházy, DTV 2009, ISBN 978-3-423-13828-4
- Ion (Kurzgeschichte), in: grenzenlos. ein literarisch engagiertes europabrevier, hrsg. von Klaus Servene, Andiamo Verlag, Mannheim 2011, ISBN 978-3-936625-18-9
- Spas sleeps (Kurzgeschichte), in: Vienna Tales, hrsg. von Helen Constantine, ins Englische übertragen von Deborah Holmes, Oxford University Press 2014, ISBN 978-0-19-966979-0

Herausgaben
- grenzen.überschreiten. ein europa-lesebuch (Kurzgeschichten; mit der Stadt Mannheim, Klaus Servene und Sudabeh Mohafez), Andiamo Verlag, Mannheim 2008, ISBN 978-3-936625-11-0
- Zirkus Bulgarien: Geschichten für eine Zigarettenlänge von Dejan Enev (aus dem Bulg. von Katrin Zemmrich und Norbert Randow; ausgewählt und mit einem Nachw. von Dimitré Dinev), Deuticke Verlag, Wien 2008, ISBN 978-3-552-06071-5

## Auszeichnungen
- 1992: Große Drehbuchförderung des ÖFF (Österr.Filmförderungs-Fonds)
- 2000: Literaturpreis „Schreiben zwischen den Kulturen“ der edition-exil, Wien
- 2001: 1. Preis Literaturwettbewerb Andiamo Verlag und Kulturamt Mannheim
- 2002: Literaturpreis der Akademie Graz 1. Preis Satirewettbewerb
- 2002: Mannheimer Literaturpreis
- 2003: Förderungspreis der Stadt Wien
- 2004: Auf Einladung der "Bundesstiftung" Stipendiat im "Schloss Wiepersdorf"
- 2004: Förderpreis des Kulturkreises der deutschen Wirtschaft
- 2004: Buch.Preis der Arbeiterkammer Oberösterreich für Engelszungen
- 2005: Adelbert-von-Chamisso-Förderpreis der Robert Bosch Stiftung
- 2007: Askeer (bulgarischer "Theater-Oskar") für "Haut und Himmel"
- 2008: Mit Orhan Pamuk "Dichter zu Gast" bei den Salzburger Festspielen
- 2011/12: Writer in Residence der one world foundation in Sri Lanka
- 2012: George Saiko - Reisestipendium
- 2013: Elias Canetti-Stipendium der Stadt Wien
- 2014: Dimitré Dinev erhält das Robert Musil Stipendium (2014–2017) des Bundeskanzleramts Österreich (Bundesministerium für Unterricht, Bildung und Kultur)
- 2016: Max Kade Stipendium Lafayette College Easton, USA: https://maxkade.lafayette.edu/2016/04/01/dimitre-dinev/
- 2023: Manès-Sperber-Preis
- 2024/2025: Langzeitstipendium des österreichischen Bundesministeriums für Kunst, Kultur, öffentlichen Dienst und Sport (BMKÖS)[11]